# Hulda (Schriftstellerin)
Hulda (* 6. August 1881 als Unnur Benediktsdóttir Bjarklind auf dem Hof Auðnir, heute Gemeinde Þingeyjarsveit; † 10. April 1946) war eine isländische Schriftstellerin, die Lyrik und Prosa veröffentlichte. Sie war eine Vertreterin des Symbolismus und das bedeutendste Mitglied einer Schriftstellgruppe, die das Genre der Þulur wiederbelebte. Ihr Künstlername bedeutet so viel wie Die Verborgene oder Elfe.

## Leben und Werk
Huldas Vater Benedikt Jónsson war Bibliothekar der einzigen Bezirksbibliothek, die zur damaligen Zeit in den ländlichen Gebieten Islands existierte. Huldas Elternhaus war ein kulturelles Zentrum der Þingeyjar-Region, in welchem sie hervorragenden Hausunterricht erhielt. Neben den skandinavischen Sprachen erlernte sie auch das Englische, Deutsche und Französische. Unter den isländischen Dichtern bewunderte sie besonders Eggert Ólafsson und Benedikt Sveinbjarnarson Gröndal. Ihre ersten Gedichte veröffentlichte Hulda im Alter von zwanzig Jahren in Zeitschriften. Einar Benediktsson und Þorsteinn Erlingsson wurden auf ihre Arbeit aufmerksam und begrüßten sie als einen aufsteigenden Stern der neuromantischen Bewegung.
Ihr erster Gedichtband Kvæði („Gedichte“) von 1909 besteht aus lyrischer Naturdichtung, worin Hulda den neuromantischen Freiheitstraum mit traditionellen Werten eines von harter Arbeit geprägten Erwerbslebens kontrastiert. Helga Kress schreibt im Zusammenhang mit diesem Band von „kraftvollen Natur-Metaphern“, welche die Unterdrückung der Frauen andeuteten. Ihrem letzten vollendeten Buch Söngur starfsins („Das Lied der Arbeit“) lässt sich jedoch eine Position entnehmen, nach der Frauen sich mit ihrem Schicksal zufriedengeben sollten; erstrebenswert seien nur Tugend, Pflicht und Absonderung.
Trotz gesundheitlicher Probleme und ihrer Tätigkeit als Hausfrau war Hulda eine produktive Schriftstellerin. Sie veröffentlichte sieben Gedicht- und über zehn Prosabände. Der letzte Gedichtband erschien postum 1951. 1944 gewann sie zusammen mit dem isländischen Schriftsteller Jóhannes úr Kötlum einen Preis für ein Gedicht zur Feier der Errichtung der unabhängigen Republik Island. Zu Huldas Prosawerken gehört neben Märchen und Kurzgeschichten auch der zweibändige Roman Dalafólk („Leute aus den Tälern“). Sie schrieb diesen als Reaktion auf Halldór Laxness’ Roman Sein eigener Herr, worin das bäuerliche Leben in Island von seiner Schattenseite gezeigt wird. In Huldas Roman hingegen erfolgt eine etwas idealisierte Darstellung, wobei der Philologe Stefán Einarsson festhält, dass er zweifellos das Leben in den kultivierten Heimstätten des Þingeyjar-Bezirks widerspiegle.

## Werke
- Kvæði. Sigurður Kristjánsson, Reykjavík 1909.
- Æskuástir. Smásögur. Sigurður Kristjánsson / Arinbjörn Sveinbjarnarson, Reykjavík 1915–1919 (2 Bde.)
- Syngi syngi svanir mínir. Ævintýri í ljóðum. Arinbjörn Sveinbjarnarson, Reykjavík 1916.
- Tvær sögur. Arinbjörn Sveinbjarnarson, Reykjavík 1918.
- Segðu mjer að sunnan. Kvæði. Þorsteinn Gíslason, Reykjavík 1920.
- Myndir. Akureyri 1924
- Ljóðmæli. Þorsteinn M. Jónsson, Akureyri 1926
- Við ysta haf. Þorsteinn M. Jónsson, Akureyri 1926
- Berðu mig upp til skýja. Ellefu æfintýri. Reykjavík 1930.
- Þú hlustar vör. Ljóðaflokkur. Þorsteinn M. Jónsson, Akureyri 1933.
- Dalafólk. Reykjavík 1936–1939 (2 Bde.)
- Undir steinum. Smásögur. Akureyri 1936.
- "Fyrir miðja morgunsól". Ellefu æfintýri. Ísafoldarprentsmiðja, Reykjavík 1938.
- Skrítnir náungar. Smásögur. Ísafoldarprentsmiðja, Reykjavík 1940.
- Hjá sól og bil. Sjö þættir. Guðmundur Pétursson, Akureyri 1941.
- Bogga og búálfurinn. Barnasaga með myndum. Ísafoldarprentsmiðja, Reykjavík 1942.
- Í ættlandi mínu. Sögur af íslenzku fólki. Bókfellsútgáfan, Reykjavík 1945.
- Söngur starfsins. Ný kvæði. Ísafoldarprentsmiðja, Reykjavík 1946.
- "Svo líða tregar-". Síðustu kvæði. Ísafoldarprentsmiðja, Reykjavík 1951.